# Керстін Гір
Керстін Гір (нім. Kerstin Gier; нар. 1966) — німецька письменниця, працює найчастіше в жанрі сучасної жіночої літератури. Видавалася також під псевдонімами: Софі Берарді (фр. Sophie Berard) і Джулі Бренд (Jule Brand). Її популярна молодіжна книга «Таймлесс. Рубінова книга» — перша в трилогії книг про подорожі в часі, перекладена на англійську Антоніею Белл.

## Біографія
Керстін Гір народилася у Бергіш-Гладбаху, Німеччина. Вивчала німецьку і англійську літературу і музикознавство, потім перевелася на факультет бізнесу та психології спілкування — закінчила з дипломом педагога. Час від часу вона залишалася без роботи і в 1995 році почала писати жіночі романи. І відразу домоглася успіху: роман «Männer und andere Katastrophen» («Чоловіки і інші катастрофи») був екранізований з Хайке Макач у головній ролі. Потім Керстін перейшла до більш «просунутого» жанру — жіночої іронічної прозі. У 2005 році її роман «Ein unmoralisches Sonderangebot» («Непристойна пропозиція») удостоївся літературної премії DeLiA як найкращий німецький любовний роман.
Сьогодні Керстін проживає разом з чоловіком, сином, двома чарівними кішками, трьома ручними курками і золотими рибками, кількість яких важко піддається обліку, в селі недалеко від Бергіш-Гладбаха. На її рахунку сім національних і європейських бестселерів і 2 екранізації.

## Фантастика у творчості автора
Власне пристрасть автора з давніх пір — фантастика. Ще маленькою дівчинкою Керстін любила вигадувати фентезі-історії, записувала їх і доповнювала власними ілюстраціями."Дж. Р. Толкін був і залишається для мене улюбленим автором. Історія про бідного принца Джеремі Безземельном навіяна казкою Толкіна «Фермер Джайлз з Хему», де мова йде про хитрого дракона на ім'я Хризофілакс. Мого дракона звуть Брунофілакс; він двоюрідний брат Хризофілакса, що можна зрозуміти з його характером та імені", — розповіла Керстін про своїй книзі «Джеремі і Безземельний дракон».
У 2009 році Керстін спробувала себе в жанрі молодіжної фантастики: трилогія «Таймлесс» мала чималий успіх, і в 2014 році вийшла німецька екранізація другої частини.

### Цикли творів

#### Трилогія дорогоцінних каменів—Таймлесс/ Edelstein Trilogie
- Рубінова книга / Rubinrot (2009)
- Сапфірова книга / Saphirblau (2010)
- Смарагдова книга / Smaragdgrün (2011)

#### Geschichte der Familie Le Über
- Lavendelnächte (2001)
- Vom Himmel ins Paradies (2002)

#### Judith Raabe
- Männer und andere Katastrophe
- Fisherman's Friend in meiner Koje

#### Kati
- Zur Hölle mit den guten Sitten! (1999)
- Der Teufel und andere himmlische Liebhaber (2001)

#### Matilda, Caroline und Franziska
- Ein Single kommt selten allein (1996)
- Liebe im Nachfüllpack (1996)
- So angelt man sich einen Typ (1997)
- Drei Männer sind einer zuviel (1997)
- Sag nicht, ich hätte dich nicht gewarnt! (1997)
- Sex zu zweit, das geht zu weit (1999)
- Schluss mit lustig (1999)

#### Mütter-Mafia
- Die Mütter-Mafia (2005)
- Die Patin (2006)
- Gegensätze ziehen sich aus (2009)
- Die Mütter-Mafia und Friends (2011)
- Das Mütter-Mafia-Buch: Die Kunst den Alltag zu feiern (2013)
- Der Mütter-Mafia-Kalender: Die Kunst den Alltag zu feiern (2013)

#### Зільбер— трилогія / Silber— Trilogie
- Зільбер — Перший щоденник сновидінь (2014, Робінс) / Silber — Das erste Buch der Träume (2013, FJB)
- Зільбер — Другий щоденник сновидінь (2015, Робінс)/ Silber — Das zweite Buch der Träume (2014, FJB)
- Зільбер — Третій щоденник сновидінь (2016, 1 червня)/ Silber — Das drittle Buch der Träume (2015, FJB)

### Романи
- Ein Single kommt selten allein [під псевдонімом Jule Brand] (1996)
- Liebe im Nachfüllpack [під псевдонімом Jule Brand] (1996)
- Männer und andere Katastrophen (1996)
- Die Laufmasche (1997)
- Herrchen gesucht [під псевдонімом Jule Brand] (1997)
- Küsse niemals deinen Boss [під псевдонімом Jule Brand] (1997)
- So angelt man sich einen Typ [під псевдонімом Jule Brand] (1997)
- Drei Männer sind einer zuviel [під псевдонімом Jule Brand] (1997)
- Sag nicht, ich hätte dich nicht gewarnt! [під псевдонімом Jule Brand] (1997)
- Die Braut sagt leider nein (1998)
- Fisherman's Friend in meiner Koje (1998)
- Herzattacken [під псевдонімом Jule Brand] (1998)
- Lügen haben schöne Beine [під псевдонімом Jule Brand] (1998)
- Macho verzweifelt gesucht [під псевдонімом Jule Brand] (1998)
- Sektfrühstück mit einem Unbekannten [під псевдонімом Jule Brand] (1999)
- Zur Hölle mit den guten Sitten! [під псевдонімом Jule Brand] (1999)
- Sex zu zweit, das geht zu weit [під псевдонімом Jule Brand] (1999)
- Schluss mit lustig [під псевдонімом Jule Brand] (1999)
- Der Teufel und andere himmlische Liebhaber [під псевдонімом Jule Brand] (2001)
- Lavendelnächte [під псевдонімом Sophie Bérard] (2001)
- Vom Himmel ins Paradies [під псевдонімом Sophie Bérard] (2002)
- Die Mütter-Mafia (2005)
- Die Patin (2006)
- Ehebrecher und andere Unschuldslämmer (2007)
- Я сказала правду / Für jede Lösung ein Problem (2007)
- Lügen, die von Herzen kommen (2007)
- Непристойна пропозиція / Ein unmoralisches Sonderangebot (2008)
- Gegensätze ziehen sich aus (2009)
- In Wahrheit wird viel mehr gelogen (2009)
- Jungs sind wie Kaugummi — süß und leicht um den Finger zu wickeln (2009)
- Червона книга / Rubinrot (2009)
- Сапфірове книга / Saphirblau (2010)
- Auf der anderen Seite ist das Gras viel grüner (2011)
- Die Mütter-Mafia und Friends (2011)
- Смарагдова книга / Smaragdgrün (2011)
- Зільбер — Перший щоденник сновидінь / Silber — Das erste Buch der Träume (2014)
- Зільбер — Другий щоденник сновидінь / Silber — Das zweite Buch der Träume (2015)
- Зільбер — Третій щоденник сновидінь / Silber — Das drittle Buch der Träume (2016)
- Замок у хмарах — A castle in the clouds (2018)

## Екранізації
1. Таймлесс. Рубінова книга (Німеччина, 2013 рік)
2. Таймлесс. Сапфірова книга (Німеччина, 2014 рік)
3. Таймлесс: Смарагдова книга (Німеччина, 2016 рік)

## Премії та нагороди
- 2005 — Літературна премія DeLiA (нім.) в категорії «найкращий німецький любовний роман» за «Ein unmoralisches Sonderangebot» («Непристойна пропозиція»)[6]